# Jasika Nicole
Jasika Nicole (ur. 10 kwietnia 1980 w Birmingham w Alabamie – amerykańska aktorka i ilustratorka, która grała Astrid Farnsworth w amerykańskim serialu Fringe.

## Filmografia
- 2005: Prawo i porządek: Zbrodniczy zamiar jako Gisella (gościnnie)
- 2006: Wytańczyć marzenia (Take the Lead) jako Egypt
- 2007: Mastersons of Manhattan jako Penny
- 2008: The Return of Jezebel James jako Dora
- 2008-2013: Fringe jako Astrid Farnsworth[1]
- 2010: Dziewczyna z ekstraklasy (She's Out of My League) jako Wendy
- 2013-2016: Skandal (Scandal[1]) jako Kim Muñoz
- 2016: Samobójstwo (Suicide Kale) jako Billie Steinberg
- 2017-2020: The Good Doctor[1] jako dr Carly Lever
- 2021: Punky Brewster jako Lauren[1]